# Black Tom robbanás

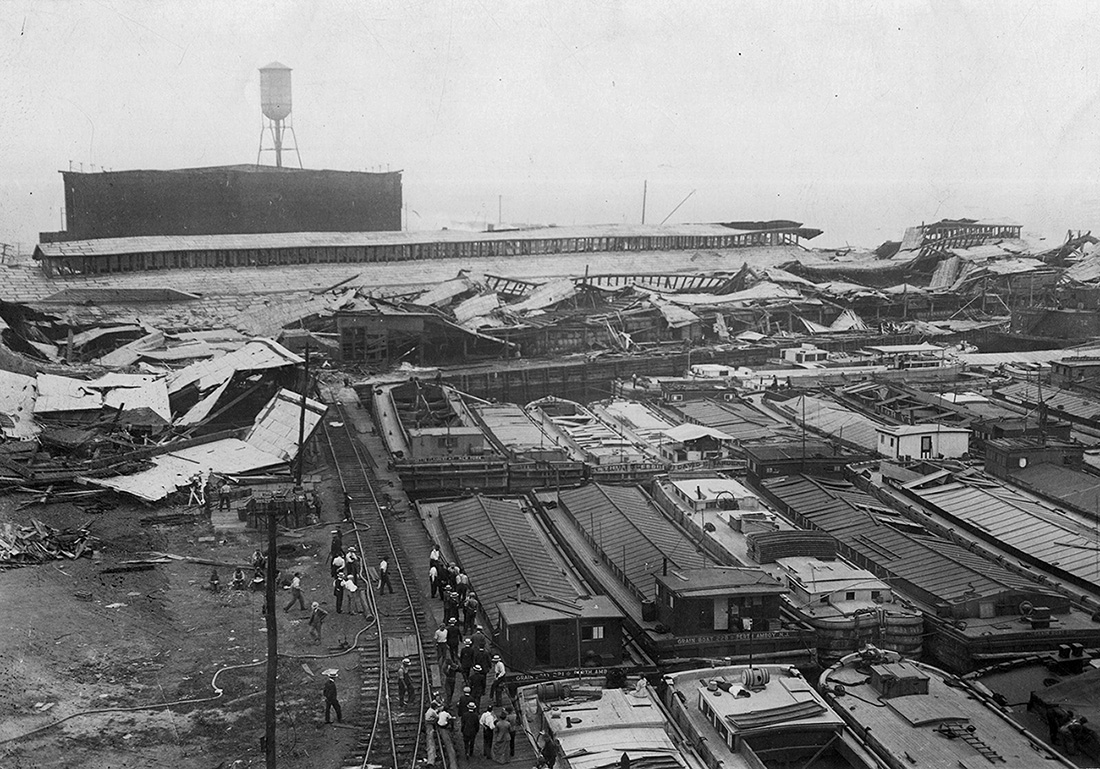
Romhalmazzá vált raktárak és törmelék a robbanás után

A Black Tom robbanás (angol: Black Tom explosion) egy a Német Birodalom ügynökei által végrehajtott szabotázsakció volt az első világháború idején, 1916. július 30-án az ekkor még semleges Egyesült Államok területén, mellyel egy az Orosz Birodalomnak szánt lőszerszállítmányt semmisítettek meg. A New York-i kikötőben bekövetkezett robbanássorozatban legalább négy ember veszítette életét és mintegy 20 millió dollár értékű hadianyag semmisült meg. Ezt a detonációt, melyben a New York-i Szabadság-szobor is megrongálódott, az egyik legnagyobb ember okozta, nem nukleáris robbanásként tartják számon.

## A Black Tom-sziget

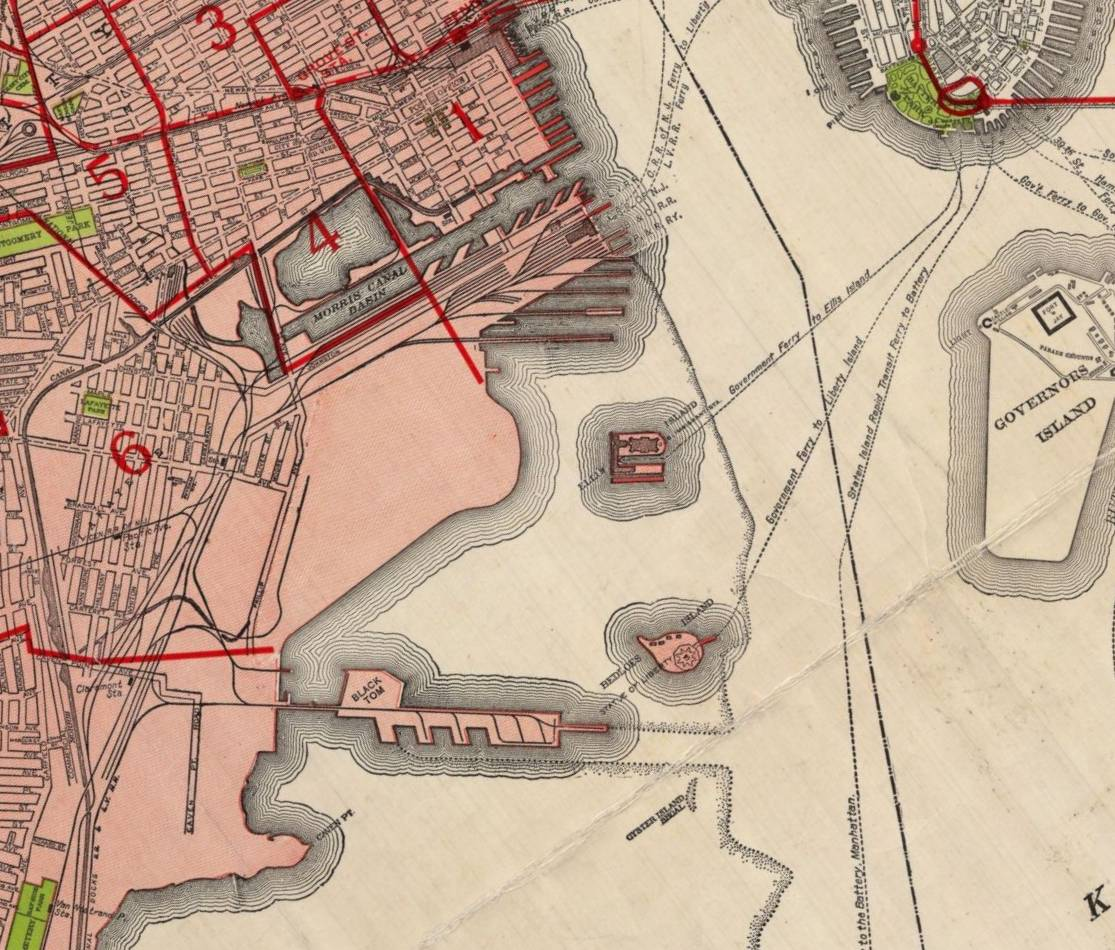
A New Jersey előtt fekvő Black Tom-sziget, a robbanás helyszíne egy 1915-ös térképen

A "Black Tom" megnevezés egy a New York-i kikötő területén, a Szabadság-sziget (Liberty Island) közelében lévő szigetre utalt. A szigetet mesterségesen hozták létre a hasonló nevű szikla köré hordott földdel, mely szikla addig veszélyt jelentett a hajóforgalomra. A sziget hamarosan rossz hírnévre tett szert, mert nagyrészt városi hulladékból hozták létre és ezért veszélyesnek tartották a környezetre nézve. 1875. január 26-án egy a területén lévő lőporgyárban bekövetkezett robbanás négy ember halálát okozta. 1880-ra a szigetet egy töltéssel kötötték össze a szárazfölddel és így lényegében egy 25 hektáros földnyelvvé (félszigetté) alakították át, melyen egy töltésút és egy vasúti sínpár futott a korábbi szigetre. 1905 és 1916 között a szigetet és a töltésutat birtokló Lehigh Valley Railroad Company kibővítette a szigetet, amit Jersey City-hez csatoltak. A szigeten egy egy mérföld hosszúságú móló adott helyet a National Dock and Storage Company egy lerakatának és raktárépületeinek. A Black Tom-sziget ma a Liberty State Park részét képezi.
A sziget 1916-ban az USA északkeleti részének egyik nagyobb méretű lőszerraktára volt. Az ország 1917 áprilisi hadba lépéséig a lőszergyártó vállalatai bármely vevő számára adhattak el lőszereket, a tengeri blokádok miatt viszont csak az antanthatalmak tudtak amerikai muníciót vásárolni. Emiatt Németország kémeket küldött az Egyesült Államokba, hogy bármi áron akadályozzák meg a német katonák ellen bevetni szánt lőszerek eljuttatását Európába.

## A robbanás

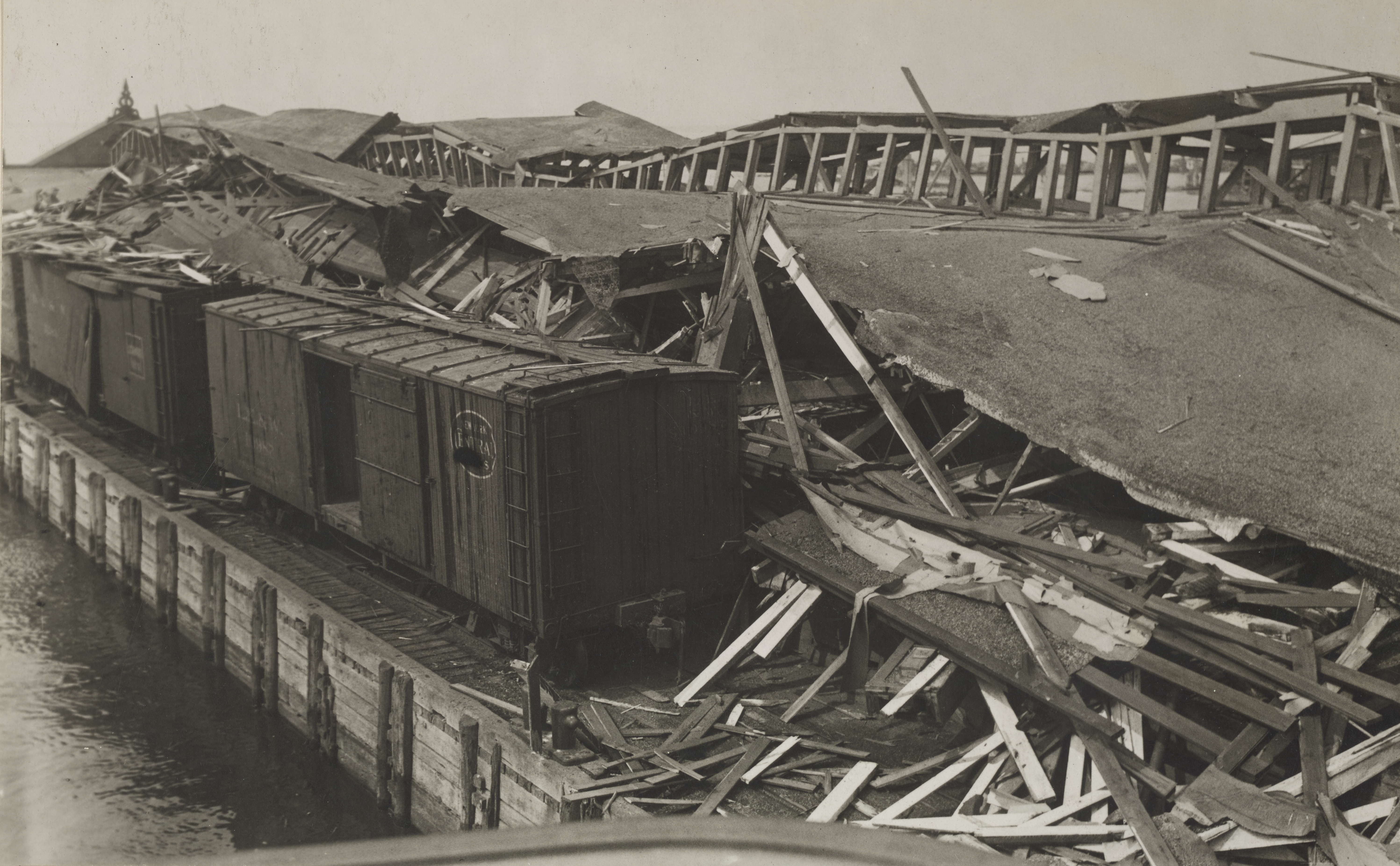
A Lehigh Valley móló a robbanás után

A Black Tom robbanás idején, 1916. július 30-án mintegy 910 000 kg kézifegyver- és tüzérségi lőszert tároltak a szigeten tehervagonokban és mellette álló bárkákon, közte 45 000 kg TNT-t a Johnson No. 17 bárkán. Az összes hadianyagot Oroszországnak szánták. Jersey City közbiztonsági biztosa, Frank Hague később azt nyilatkozta, hogy vele azt közölték, a bárkát „azért kötötték ki Black Tomnál, hogy megkerüljék a huszonöt dolláros vontatási díj kifizetését”.
Éjfél után több kisebb tüzet észleltek a mólónál, néhány őr ekkor robbanástól tartva menekülni kezdett, míg mások megpróbálták eloltani a tüzet és segítségül hívták Jersey City tűzoltóságát. 02:08-kor következett be az első és a az összes közül legnagyobb robbanás. A több órán át eltartó robbanássorozat másik nagyobb (de az elsőnél kisebb) robbanására 02:40 körül került sor. Az első nagy robbanás a Johnson No. 17 bárka környékén következett be, aminek a fedélzetén 50 tonna TNT és 417 ládányi gyújtószerkezet volt eltárolva. A robbanás detonációja egy 7300 m/s sebességet elérő lökéshullámot generált. Ez olyan erővel lökte el a tűzoltókat, hogy valósággal kiemelte őket a csizmáikból és a lábbelijük nélkül repítette el őket.
A törmelékdarabok közül némelyiket egészen messze elrepített a robbanás: voltak melyek a Szabadság-szoborba vagy a Journal Streeten lévő The Jersey Journal toronyórájába csapódtak több mint egy mérföld távolságra a szigettől. A toronyórába becsapódó törmelékdarab 02:12-es állásnál állította meg a mutatókat. A robbanás maga a Richter-skála szerinti 5.0 és 5.5 közötti földrengés erejével ért fel, és még Philadelphia városában is érezni lehetett. Ablaküvegek 25 mérföldes (40 km-es) körzetben törtek be, Alsó-Manhattanban több ezer esetben, a Times Square-en is számos kirakatablak betört, mint ahogy a Szent Patrik templom festett üvegei is. Jersey City városházájának a külső fala megrepedezett és a Brooklyn Bridge is megrázkódott. Még Maryland államban is sokan felriadtak a földrengésnek vélt eseményre.
Az ingatlanokban keletkezett károk értékét 20 millió dollárra tették, ami 2022-es árfolyamon 538 millió dollárnak felelt meg. A robbanás a szigeten több mint 100 tehervagont és 13 raktárépületet semmisített meg és egy 110 m átmérőjű, 50 m mély krátert hagyott hátra. A szabadságszobor öltözetét és fáklyáját ért kárt 100 000 dollárra (2022: 2,69 millió dollár) becsülték.
A robbanásban négy fő veszítette bizonyíthatóan életét, köztük a bárka kapitánya, James F. Doherty rendőrtiszt, a Lehigh Valley Railroad vasúttársaság rendőrfőnöke, Joseph Leyden, és egy tíz hetes kisgyermek, Arthur Tosson. Egy korabeli újság hét feltételezett halálesetről tett említést. Az Ellis Island-en eljárás alatt lévő bevándorlókat Alsó-Manhattanbe kellett átmenekíteni.

## A nyomozás

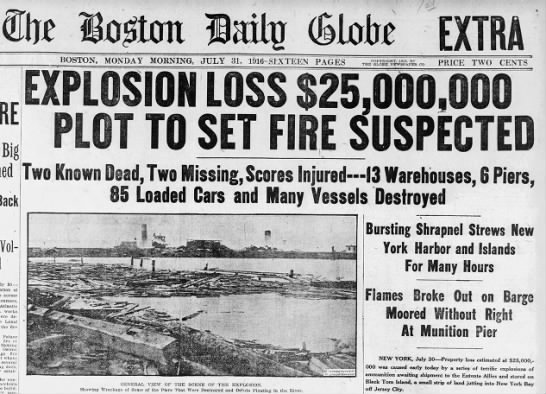
Szalagcím a Black Tom robbantással

Röviddel a katasztrófa után a rendőrség kihallgatott két őrt, akik olajos hordókat gyújtottak be a szúnyogok távol tartására, de hamarosan megállapították, hogy nem ezek az edények okozták a robbanást, és valószínűsítették, hogy baleset történt. Wilson elnök az esettel kapcsolatban megjegyezte, hogy az „egy sajnálatos incidens volt egy magánkézben lévő vasúti terminálnál”, és Edgar E. Clarkot, a Szövetségi Kereskedelmi Bizottságtól bízta meg a nyomozással.
Röviddel ezután Michael Kristoff szlovák nemzetiségű bevándorlót gyanúsították meg a robbanás előidézésével. Kristoff később szolgált a háborúban az amerikai hadsereg tagjaként, de beismerte, hogy dolgozott (táskákat szállított) német ügynököknek 1915-ben és 1916-ban, mikor az USA még semleges volt. Kristoff állítása szerint a Black Tom-szigeten lévő őrök közül ketten német ügynökök voltak.[forrás?]
Egyes feltételezések szerint a robbanás előidézéséhez használhattak olyan eszközöket, melyeket a német nagykövetnek, Johann Heinrich von Bernstorff bárónak dolgozó ügynökök fejlesztettek ki. E feltételezések szerint Franz von Rintelen sorhajókapitány a Császári Haditengerészet hírszerző osztályától alkalmazhatta a Dr. Walter Scheele által kifejlesztett „szivarbombákat”. Von Rintelen rendelkezésére számos eszköz állt, közte nagy mennyiségű pénzösszeg is. Ezeket az összegeket megvesztegetésekre is fordította, ez esetben Michael Kristoffnak juttatott belőle a mólóra való bejutás megkönnyítése érdekében. Kurt Jahnke és Lothar Witzke titkosügynököket vádolták meg ezután a szabotázsakció végrehajtásával és mindmáig (a 21.  század elejéig) őket tartják érte felelősnek. A 23 éves Michael Kristoffot is meggyanúsították a robbanást okozó gyújtószerkezetek elhelyezésével és élesítésével.
A haditengerészeti hírszerzés igazgatósága által elrendelt újabb nyomozás a Clan na Gael ír függetlenségi szervezettel és szélsőbaloldali szervezetek néhány tagjával is talált kapcsolatot. James Larkin ír szocialista politikus és szakszervezeti vezető 1934-ben eskü alatt tagadta, hogy részt vett volna a szabotázsakcióban, de azt elismerte, hogy bátorította a munkabeszüntetéseket és sztrájkok szervezését lőszergyárakban.
Az Egyesült Államok nem rendelkezett hagyományos titkosszolgálattal, csak a diplomatái és a néhány katonai és haditengerészeti attaséja látta el a hírszerzési feladatokat, ami nagyban megnehezítette a nyomozást. Formális hírszerző szervezet nélkül az USA kommunikációs csatornáinak kezdetleges volt a biztonsága, a kémkedést és a szabotázst pedig a háborús időket leszámítva nem tiltotta semmilyen törvény, ami a szabotőrök és támogatóik nyomon követését csaknem teljesen ellehetetlenítette.[forrás?]

## A robbanás után
A Black Tom robbanás egyike volt számos az USA területén végrehajtott német szabotázsakcióknak ami hozzájárult a közvélemény Németország ellen való fordulásához, ez pedig végül az ország háborúba lépéséhez vezetett.
Az orosz átmeneti kormány beperelte a Black Tom terminált üzemeltető Lehigh Valley vasúttársaságot a laza biztonsági intézkedések miatt, mivel többek között a területnek nem volt bejárata és nem volt kivilágítva sem, ami lehetővé tette a lőszer megsemmisülését és az oroszok úgy érveltek, hogy a leszállítás elmaradása miatt a gyártónak a szerződés értelmében kötelessége pótolnia azt.
A háború után a Lehigh Valley Railroad John J. McCloy ügyvéd tanácsára kártérítést követelt Németországtól az 1921-es berlini szerződésben. Az kártérítési igények elbírálására létrehozott vegyes bizottság (German-American Mixed Claims Commission) 1939-ban kinyilvánította, hogy a Német Birodalom volt a felelős a robbanásért és 50 millió dolláros kártérítési összeget határozott meg, aminek a kifizetését Németország megtagadta. Az ügyet végül 1953-ban rendezték, mikor a nyugatnémet kormányzat 93 milliós kártérítést vállalt magára. Az összeg utolsó részletét 1979-ben fizették ki.
A Szabadság-szobor fáklyáját lezárták a nyilvánosság előtt a robbanás után a szerkezeti károsodása miatt, és ezután nem is nyitották meg többet, még az 1984 és 1986 közötti konzervációs és restaurációs munkálatok után sem, mikor pedig javításokat eszközöltek az alak karján és a fáklyát egy új, arany lemezekkel borított vörösrézből készültre cserélték.
Kurt Jahnkének sikerült elmenekülnie, később az Abwehrnél szolgált a második világháború idején és Walter Schellenberg hírszerzési tanácsadójaként dolgozott. Őt és feleségét 1945 áprilisában szovjet SZMERS ügynökök fogták el és hallgatták ki. 1950-ben Jahnkét kémkedés vádjával bíróság elé állították, bűnösnek találták, és még azon a napon kivégezték.
Witzkét a mexikói határon fogták el 1918. február 1-én az arizonai Nogales közelében. Őt nem pereltek be a robbantás miatt, de kémkedésért perbe fogták. A Sam Houston erődben egy katonai bíróság bűnösnek találta kémkedésben és kötél általi halálra ítélte. Fogsága idején két alkalommal is megpróbált megszökni, egy alkalommal sikerült is ez neki, de még aznap el is fogták újra. Witzke halálos ítéletét jóváhagyta a körzetparancsnok, de az 1918 novemberi fegyverszünet életbe lépése miatt az ítéletet nem hajtották végre. 1920 májusában Wilson elnök Witzke ítéletét életfogytiglani börtönbüntetésre változtatta. 1923 szeptemberében a jó magaviseletének és Németország közbenjárásának köszönhetően Calvin Coolidge elnök megkegyelmezett és hazatérhetett hazájába. Hazatérésekor a Vaskereszt I. és II. osztályával tüntették ki, később pedig csatlakozott az Abwehrhez, a második világháború után Hamburgban élt. A monarchista Witzke a Német Párt képviseletében volt a hamburgi tartományi parlament tagja 1949 és 1952 között. 1961-ben hunyt el.
Kristoffot Jersey City rendőrsége fogta el a robbantásban való részvétel gyanújával, de később bizonyíték hiányában elengedték. A következő évek során különböző bűncselekmények elkövetése miatt került többször börtönbe. 1928-ban hunyt el tuberkulózisban.

## Emlékezete
A Black Tom robbanás vezetett az Egyesült Államokban a belföldi hírszerzői szolgálatok felállításához. New York akkori rendőrparancsnoka, Arthur Woods úgy érvelt, hogy „A tanulságok Amerika számára világosak, mint a nap. Többet nem kaphatnak minket szunyókáláson megfelelő nemzeti hírszerző szervezet hiányában. A szövetségi hivatalokat eggyé kell összeolvasztani és ennek az egynek örökös és átfogó őrséget kell ellátnia.” Az incidens arra is kihatással volt, hogy a jövő amerikai elnökei miként reagáltak a katonai konfliktusokra. Franklin D. Roosevelt elnök részben a erre a szabotázsakcióra hivatkozva rendelte el japán származású amerikai állampolgárok internálását a Pearl Harbort ért támadás után. McCloy egy Jules Witcoverrel készített interjú alkalmával megemlítette, hogy Wilson elnök haditengerészeti helyettes államtitkáraként Roosevelt „mindent tudott a Black Tommal kapcsolatban”. Roosevelt azt mondta neki, hogy „Nem akarunk több Black Tomot.”
Az eset a közbiztonságot érintő törvénykezésre is hatással volt az Egyesült Államokban. A Németország által alkalmazott szabotázstechnikák és az USA hadüzenete vezetett a kémelhárítási törvény (Espionage Act) elfogadásához, amit 1917 végén fogadott el a szenátus. A feltöltések révén a Black Tom Island (ekkor is már valójában félsziget) a szárazföld részévé vált és a Liberty State Parkba tagozták be. A korábbi sziget a Morris Pesin Drive végén volt a park délkeleti részén, ahol egy emléktába jelöli a robbanás helyszínét. Az emlékhelyhez tartozik még egy amerikai zászlórudak alkotta kör.
Az emléktáblán a következő – helyesírásbeli hibáktól és ténybeli tévedésektől nem mentes – felirat olvasható:

Robbanás a Liberty-nél!
Július 30-án, 1916-ban a Black Tom lőszerraktár felrobbant, megrázkódtatva New York Harbort és kivetve a lakosokat az ágyaikból.
A robbanás zaja Marylandig és Connecticutig elhallatszott. Ellis Island-en a megrémült emigránsokat kompokkal evakuálták a Battery-hez. Repeszek ütötték át a Szabadság-szobrot (a szobor karját ezt követően lezárták a látogatók előtt). Az ingatlanokban keletkezett károkat 20 millió dollárra becsülték. A halottak száma ismeretlen.

Mi okozta a robbanást? Baleset volt vagy meg volt tervezve? Történészek szerint a németek hajtottak végre szabotázsakciót a Lehigh Valley lőszerraktárban annak érdekében, hogy az Európában a németeket blokád alá vevő britek számára (sic! – a szerk.) küldendő szállítmányokat megakadályozzák. Azon a helyen jársz, ahol az amerikai történelem egyik rosszabb [sic] terrorista cselekménye történt.
A Jersey City-ben lévő Czestochowai Miasszonyunk Katolikus Templom (Our Lady of Czestochowa Catholic Church) festett üvegablakain emléket állítottak a katasztrófa áldozatainak.

Gallery
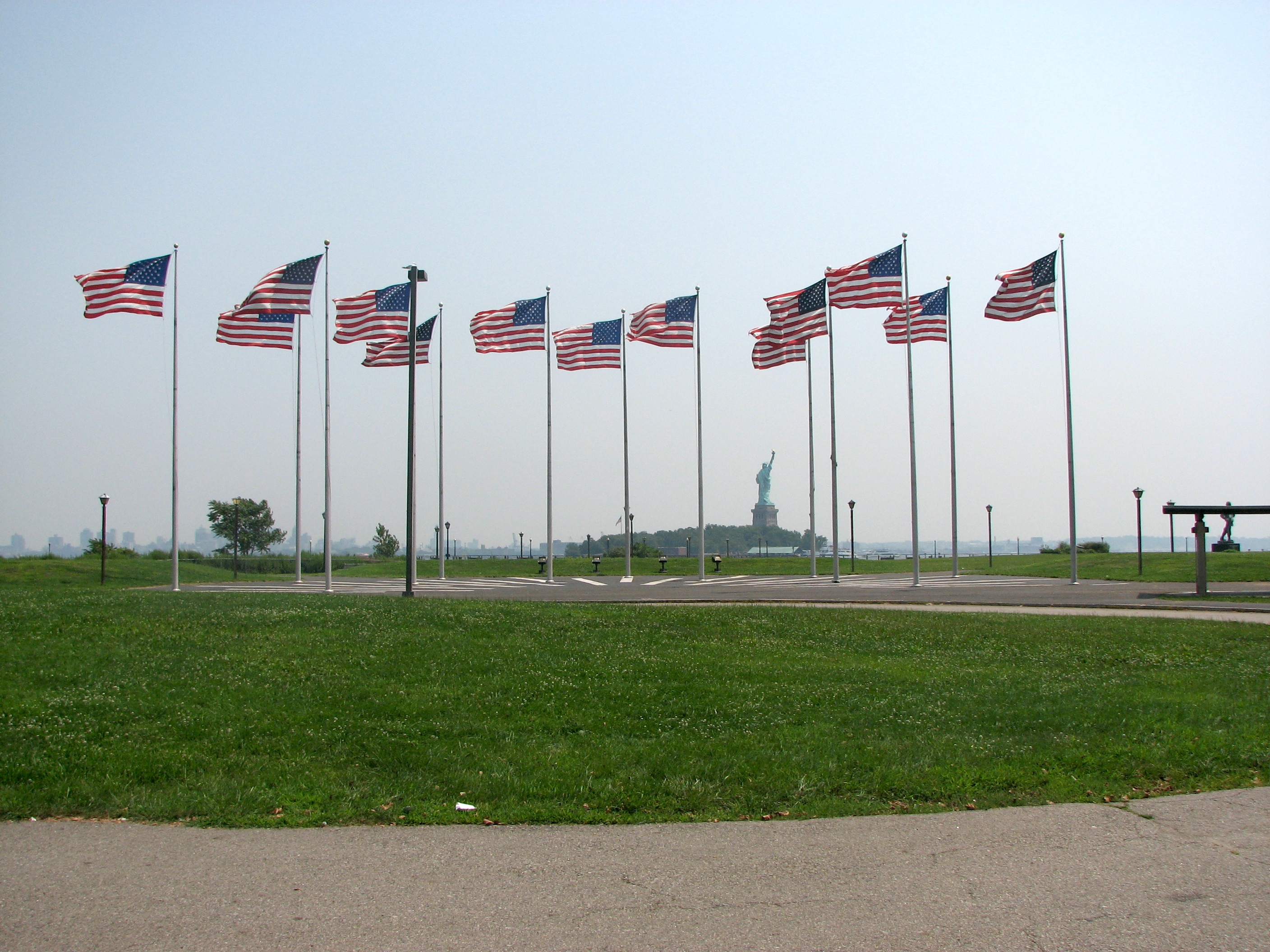
Kilátás a robbanás helyszínéről a Szabadság-szobor irányába
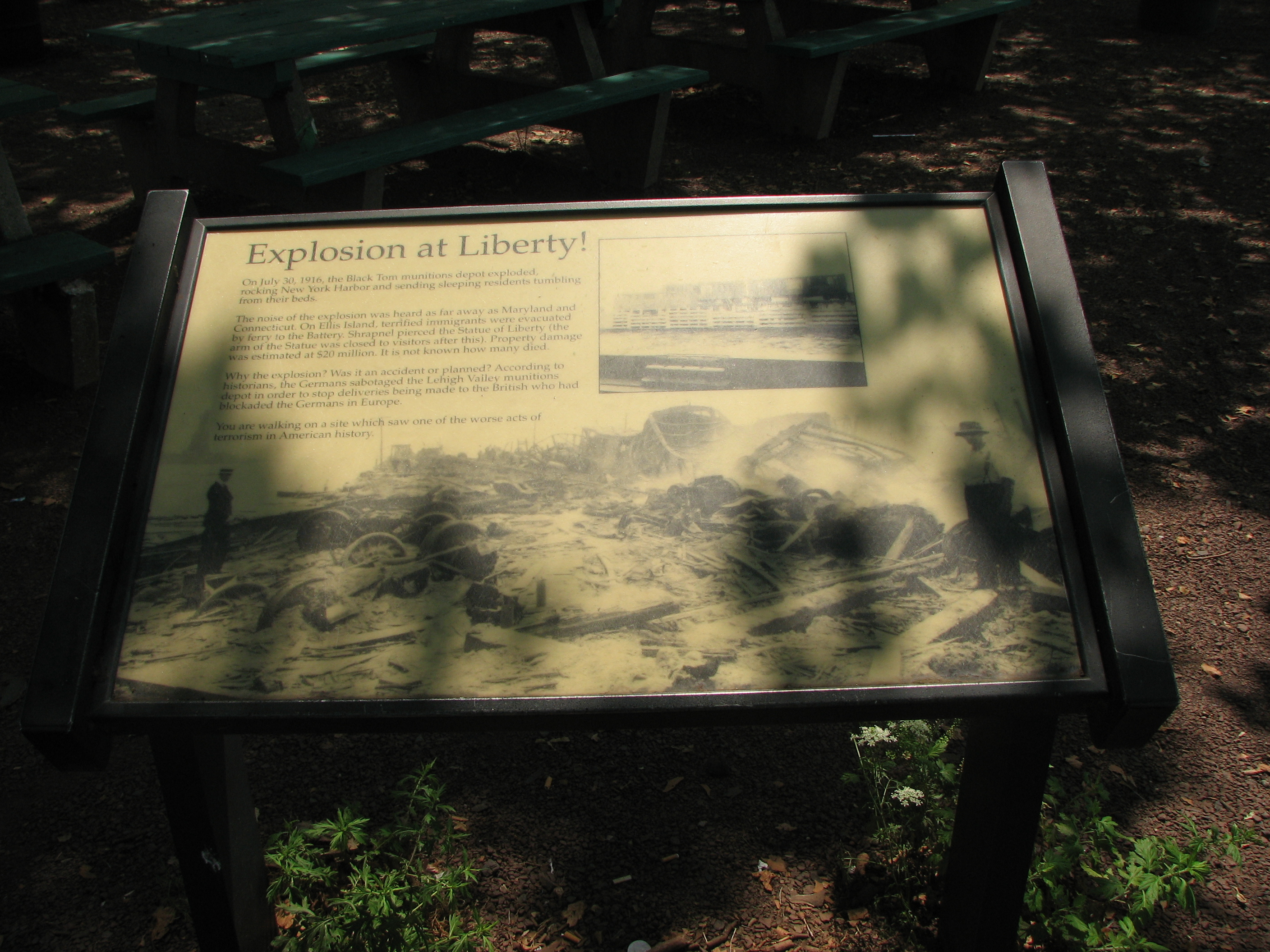
Emléktábla
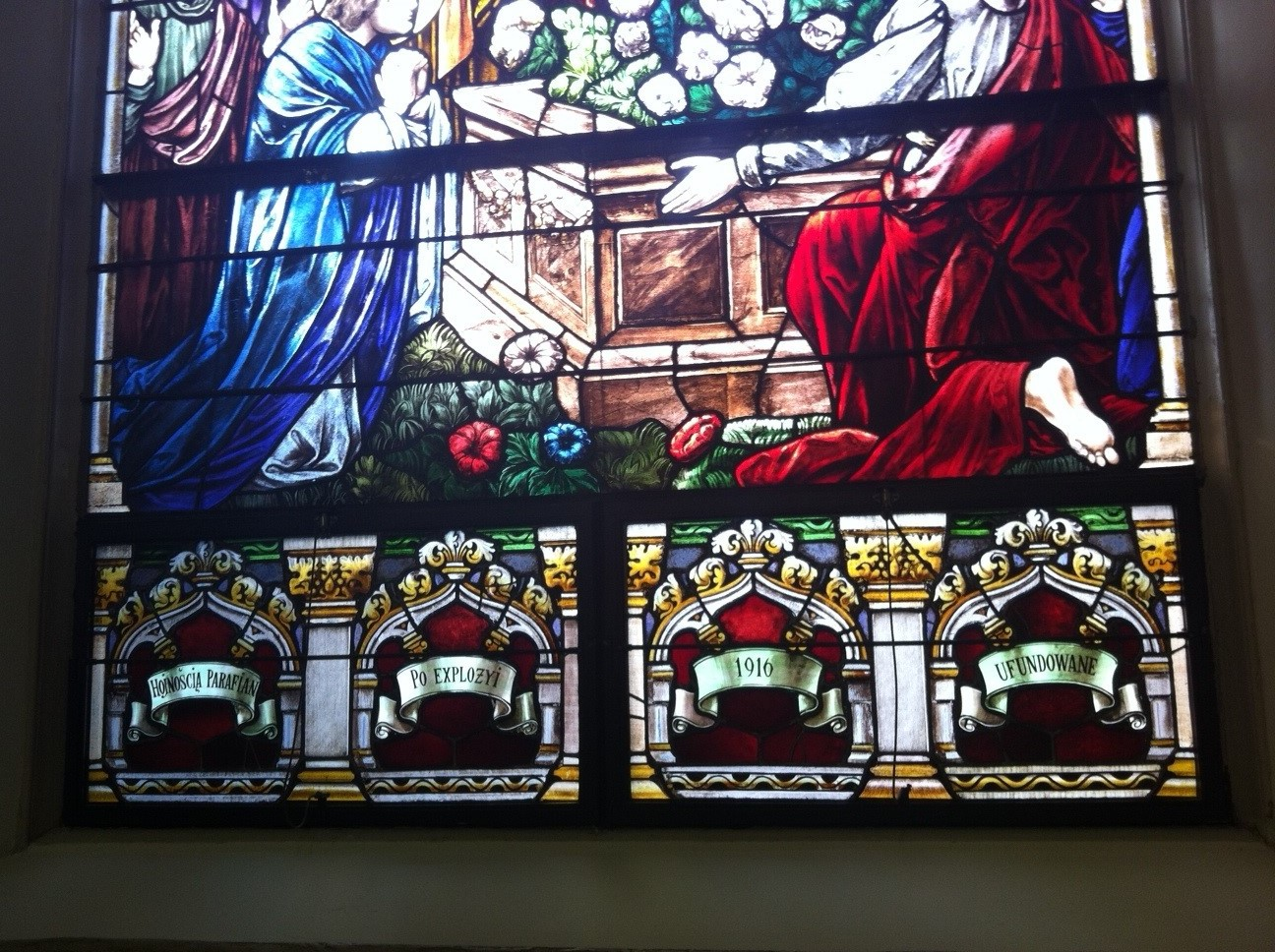
A Czestochowai Miasszonyunk Katolikus Templom ablakai, melyek az 1916-os eseményről az alsó festett ablaküvegein lengyel nyelven emlékezik meg
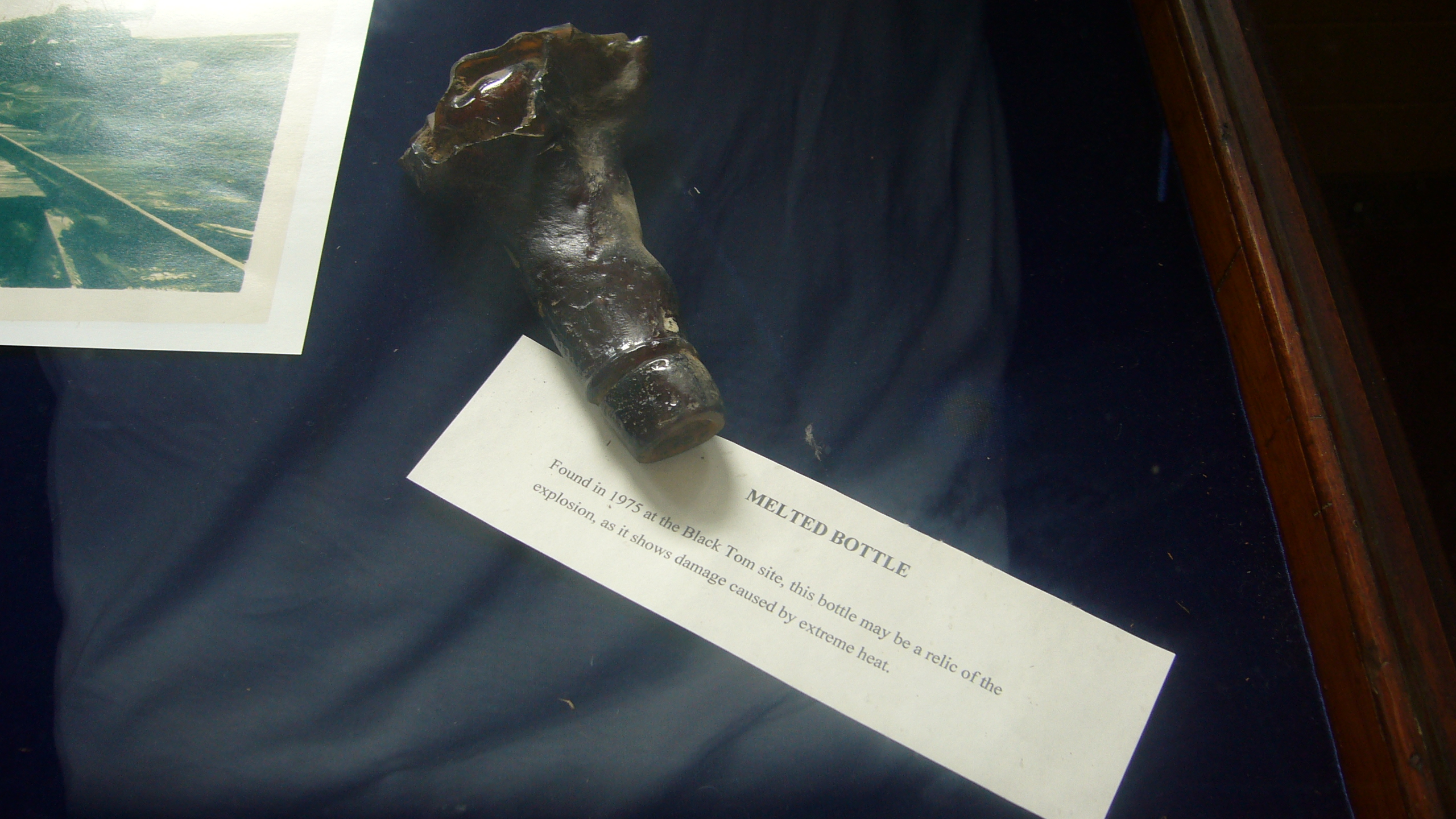
A Black Tom robbanáskor megolvadt üveg

## Fordítás
- Ez a szócikk részben vagy egészben  a   Black Tom explosion című angol Wikipédia-szócikk ezen változatának fordításán alapul.  Az eredeti cikk szerkesztőit annak laptörténete sorolja fel. Ez a jelzés csupán a megfogalmazás eredetét és a szerzői jogokat jelzi, nem szolgál a cikkben szereplő információk forrásmegjelöléseként.

## Forrás
- Chad Millman. The Detonators: The Secret Plot to Destroy America and an Epic Hunt for Justice. Little, Brown and Company, 352. o. (2006. április 28.). ISBN 0-316-73496-9
- Jules Witcover. Sabotage at Black Tom: Imperial Germany's Secret in America, 1914–1917. Algonquin Books, 339. o. (1989). ISBN 0-912697-98-9
- Ron Semple (2015). Black Tom: Terror on the Hudson. Top Hat Books, p. 514. ISBN 978-1-78535-110-5

## Külső linkek
- Black Tom Explosion (1916), Liberty State Park
- Sabotage in New York Harbor, Smithsonian.com
- The Black Tom Explosion, History.com
- GenDisasters Black Tom 1916 Archiválva 2021. április 23-i dátummal a Wayback Machine-ben

## Lásd még
- Zimmermann-távirat
- Halifaxi robbanás